# Armin Tanković
Armin Tanković (sinh ngày 22 tháng 3 năm 1990) là một cầu thủ bóng đá người Bosna và Hercegovina thi đấu ở vị trí tiền vệ trung tâm cho Assyriska FF.
Anh họ của anh, Muamer, cũng là một cầu thủ bóng đá thi đấu cho đội bóng giải vô địch Thụy Điển Hammarby IF.